# Horsfield-pápaszemesmadár
A Horsfield-pápaszemesmadár (Zosterops flavus) a madarak osztályának verébalakúak (Passeriformes) rendjébe és a pápaszemesmadár-félék (Zosteropidae) családjába tartozó faj.

## Rendszerezése
A fajt Thomas Horsfield amerikai ornitológus írta le 1821-ben, a Dicaeum nembe Dicaeum flavum néven.

## Előfordulása
Indonézia és Malajzia területén, Borneó és Jáva szigetén honos. Természetes élőhelyei a szubtrópusi és trópusi síkvidéki esőerdők, mangroveerők és cserjések. Állandó nem vonuló faj.

## Megjelenése
Testhossza 9 centiméter.

## Természetvédelmi helyzete
Az elterjedési területe kicsi és csökken, egyedszáma is kicsi és szintén csökken. A Természetvédelmi Világszövetség Vörös listáján veszélyeztetett fajként szerepel.